# 만종 (그림)
《만종》(프랑스어: L'Angélus, 영어: The Angelus)은 프랑스의 화가 장프랑수아 밀레가 1857년에서 1859년 사이에 완성한 유화 작품이다.
이 그림은 들판에서 감자 바구니를 앞에 두고 기도하는 두 농부의 모습을 묘사하고 있다. 이들은 하루 일과의 끝을 알리는 교회 종소리를 들으며 만종기도(Angelus)를 올리고 있으며, 우측 뒤쪽 지평선에는 교회의 모습이 작게 그려져 있다.
밀레는 미국의 화가이자 수집가이기도 했던 토머스 골드 애플턴의 의뢰로 이 작품을 그렸으나, 애플턴은 결국 이 그림을 가져가지 않았다. 이 작품은 이후 바르비종파 회화의 가치를 크게 끌어올리며, 19세기 후반에 이들의 작품이 기록적인 가격에 거래되는 데 기여했다.

## 역사
밀레는 이렇게 말했다. “《만종》의 아이디어는 어릴 적 기억에서 나왔습니다. 할머니는 우리가 들판에서 일하고 있을 때 교회 종소리가 들리면 항상 일을 멈추고 돌아가신 분들을 위해 만종 기도를 드리게 하셨죠.” 이 작품은 1857년부터 1859년 사이에 완성된 캔버스 유화이다. 의뢰인이었던 애플턴이 그림을 가져가지 않자, 밀레는 그림에 교회 첨탑을 추가하고, 원래 제목이었던 《감자 수확을 위한 기도》(Prayer for the Potato Crop)를 《만종》(The Angelus)으로 바꾸었다.
그림은 바르비종에서 감자 수확 중인 두 농부의 모습을 묘사하고 있으며, 배경에는 샤이앙비에르 생폴 교회의 종탑이 보인다. 그들 발치에는 작은 감자 바구니가 있고, 주변에는 수레와 쇠스랑이 놓여 있다. 두 인물의 관계에 대한 해석은 다양하게 존재하며, 단순한 일터 동료, 부부, 혹은 레옹 강베타의 해석처럼 농부와 하녀로도 여겨진다. 1889년의 한 판매 카탈로그에서는 이들을 “젊은 농부와 그의 동반자”라고 간단히 소개하고 있다. 밀레는 1857년 파리 살롱에서 《이삭줍기》가 판매된 후 《만종》을 판매했다. 그림의 크기는 《이삭줍기》의 절반 정도였고, 판매 가격도 그 절반 이하였다. 《만종》은 밀레가 세상을 떠나기 1년 전인 1874년 브뤼셀에서 전시되었으며, 그곳에서 레옹 강베타의 큰 찬사를 받았다.

## 해설
처음에 이 그림은 정치적인 메시지를 담은 작품으로 해석되었고, 밀레는 노동자들과 연대하는 사회주의자로 여겨졌다. 이 작품은 깊은 종교적 헌신의 분위기를 담고 있으며, 19세기 가장 널리 복제된 종교화 중 하나가 되었다. 당시 프랑스 전역의 수천 가정에서 이 그림의 복제본이 걸려 있었을 정도였다. 하지만 밀레는 이 그림을 강한 종교적 신념에서가 아니라, 어린 시절에 대한 향수(nostalgia)에서 그렸다. 카린 위게노(Karine Huguenaud)는 “이 그림에는 종교적인 메시지가 담겨 있지 않습니다. 밀레는 단지 해질 무렵, 명상적인 순간을 의례적으로 행하는 장면을 그려내고자 했을 뿐입니다.”라고 말했다. 1864년, 벨기에의 장관 쥘 반 프레(Jules Van Praët)는 이 그림을 밀레의 《양치기소녀와 그녀의 양 떼》(Bergère avec son troupeau)와 교환하며 “뭐라 말할 수 있을까요? 분명히 걸작입니다. 하지만 이 기도 때문에 일을 멈춘 두 농부를 보고 있으면, 누구나 근처 교회에서 울리는 종소리를 듣는 듯한 기분이 들죠. 그런데 결국 그 종소리가 계속 울리는 것 같아서 지루해졌습니다.”라고 말했다.

## 살바도르 달리
살바도르 달리는 밀레의 《만종》에 특별한 관심을 가지고 있었다. 그는 자신의 여러 작품에 밀레의 그림에서 파생된 이미지를 포함시켰을 뿐 아니라, 이 그림에 대한 자신의 해석을 담아 《밀레의 만종에 대한 비극적 신화》(Le mythe tragique de l'Angélus de Millet)라는 책을 출간하기도 했다. 달리는 이 그림에 담긴 경건한 분위기가 사실은 슬픔에 가까우며, 그림 속 남성과 여성이 실은 감자 바구니가 아닌 아이의 시체 앞에서 애도하고 있는 것일 수 있다고 주장했다. 이러한 해석에 따라 달리는 루브르 박물관에 《만종》의 X선 촬영을 요청했고, 실제로 박물관은 이를 시행했다. 이후 달리의 책에 실린 X선 사진에는 인물들의 발치에 ‘길쭉한 기하학적 형태’가 나타났으며, 달리는 이것이 감자 바구니가 아닌 관(棺)이라고 주장했다. 그러나 이 X선 이미지만으로는 그 주장을 명확히 입증하기는 어렵다.

## 소장 이력
루브르 박물관이 1889년에 이 작품을 매입하려고 시도했을 때, 프랑스 전역에서 애국적인 열기가 일었다. 1932년에는 정신 이상자의 공격으로 훼손되기도 했다.
오르세 미술관의 자료에 따르면, 이 작품의 소장 이력은 다음과 같다. 다만, 1874년 브뤼셀 전시와 같은 일부 이력은 누락되어 있다.
- 1860년: 벨기에의 풍경화가 빅토르 드 파플뢰(Victor de Papeleu)가 1,000프랑에 구입[10]

- 1860년: 알프레드 스티븐스(Alfred Stevens)가 2,500프랑에 소유

- 1860년: 벨기에 브뤼셀의 쥘 반 프레(Jules Van Praët)가 소유

- 1864년: 폴 테스(Paul Tesse)가 밀레의 《양치기 소녀와 그녀의 양 떼》(La Grande bergère)와 교환하여 획득[n 1]

- 1865년: 파리의 에밀 가베(Emile Gavet)가 소유

- 1881년경: 파리 오슈 거리(avenue Hoche)의 존 워털루 윌슨(John Waterloo Wilson) 소장품에 포함됨; 1881년 3월 16일, 드루오 호텔(hôtel Drouot) 경매에서 출품

- 1881년 3월 16일: 프랑스의 미술 수집가이자 자유의 여신상에 사용된 구리를 기증한 산업가 외젠 스크레탱(Eugène Secrétan)이 M. Dofœr와 경합 끝에 수수료 포함 168,000프랑에 낙찰

- 1889년 7월 1일: 스크레탱 소장품 경매(63), 파리 세델마이어 갤러리(galerie Sedelmeyer)에서 진행됨. 루브르(앙토냉 프루스트)와 미국 미술 협회(American Art Association) 간 치열한 경쟁이 있었고, 제임스 F. 서튼(James F. Sutton)이 가격을 553,000프랑까지 끌어올림

- 1889~1890년: 아메리칸 아트 어소시에이션 소장, 뉴욕; 1890년에 파리의 수집가이자 자선가였던 이폴리트 프랑수아 알프레드 쇼샤르(Hippolyte François Alfred Chauchard, 1821~1909)에게 750,000프랑에 판매

- 1890~1909년: 알프레드 쇼샤르 소장품

- 1909년: 1906년에 작성된 유언에 따라 프랑스 국립 소장으로 기증; 1910년 1월 15일, 루브르 박물관 영구 소장품으로 공식 편입

- 1986년: 오르세 미술관으로 이전되어 현재까지 소장 중

## 영향
스크레탱 경매에서 낙찰된 지 한 달 후, 밀레의 《이삭줍기》가 30만 프랑에 팔렸고, 이는 미술 시장에서 밀레의 작품이 거래되는 가격과 그 유산이 유족들에게 실제로 돌아간 금액 사이의 큰 차이를 드러냈다. 이로 인해 프랑스에서는 작가 또는 그 상속인이 이후 작품 재판매 시 보상을 받을 수 있도록 하는 법인 ‘추급권(프랑스어: droit de suite, 재판매권)’이 제정되었다.
기도하는 농부들을 묘사한 《만종》의 이미지는 19세기 종교화 가운데 감성적인 주제로 큰 인기를 끌었다. 그로부터 몇 세대가 지난 후, 살바도르 달리는 어린 시절 학교 벽에 걸려 있던 이 그림의 복제본을 보고 깊은 인상을 받았다고 고백했다. 그는 바구니가 어린아이의 관처럼 보였고, 여성은 기도하는 사마귀처럼 느껴졌다고 말했다. 달리는 이러한 해석에 영감을 받아 1933년 《건축학적 밀레의 만종(The Architectonic Angelus of Millet)》과 《갈라와 임박한 원추형 아나모르포시스 도착에 앞서 있는 밀레의 만종(Gala and the Angelus of Millet Preceding the Imminent Arrival of the Conical Anamorphoses)》 같은 편집증적 비판적 회화들을 제작했다. 2년 후 그는 밀레의 《만종》 일부를 복제해 포함한 또 다른 연작 《갈라의 만종(The Angelus of Gala)》과 《밀레의 만종에 대한 고고학적 회상(Archaeological Reminiscence of Millet's Angelus)》을 발표했다. 그리고 1938년에는 《밀레의 만종에 대한 비극적 신화(Le Mythe tragique de l'Angélus de Millet)》라는 책도 출간했다.
2018년에는 작가 길 베일리(Gil Baillie)가 《만종》이 지닌 성사적(sacramental) 감수성이 19세기 후반 서유럽 전역에서 이 그림의 복제본이 유행했던 배경이 되었다고 설명했다. 그는 이 그림이 지닌 상상력의 힘을 보여주는 일화를 인용한다. 밀레의 평생 친구이자 대리인이었던 알프레드 상시에르(Alfred Sensier)가 작업 중인 《만종》을 처음 봤을 때, 밀레가 “어때, 이 그림?”이라고 묻자, 상시에르는 “만종이군.”이라고 답했고, 밀레는 “그럼 종소리가 들리나?”라고 되물었다. 베일리는 달리의 과잉 반응조차도 이 그림이 지닌 성사적 의미의 한 표현이라고 해석한다.
장피에르 멜빌(Jean-Pierre Melville) 감독의 1961년 영화 《레옹 모랭 신부》(Léon Morin, Priest)에서는 무신론자 프랑스 과부 바르니(에마뉘엘 리바)와 사제 레옹 모랭(장폴 벨몽도)의 대화 중 교회 종소리가 울리는 장면이 있다. 바르니는 1인칭 내레이션으로 이렇게 말한다. “만종이 울렸다. 그는 밀레의 그림에서 튀어나온 사람처럼 행동하거나, 아니면 교회의 부름을 외면해야 했다. 우스꽝스럽게 보이거나 무능하게 보일 수도 있었다.” 이어 모랭은 그녀 앞에서 실제로 만종 기도를 올린다.

## 참고 문헌
1. ↑  The Shepherdess and flock is also in the Musée d'Orsay's collection, nr. RF 1879.